# Ръждива даудебардия
Daudebardia rufa е вид коремоного от семейство Стъклени охлюви (Oxychilidae).

## Разпространение
Видът е разпространен в Централна и Южна Европа, включително България, Чехия, Словакия и Украйна.